# Creepshow 2
Creepshow 2 è un film a episodi del 1987. Sequel di Creepshow, è diretto da Michael Gornick, che fu direttore della fotografia del primo episodio cinque anni prima. Stephen King (autore dei soggetti) fa una comparsata come camionista.

## Trama
Il film è diviso in tre episodi uniti da un prologo: un giovane ragazzo è in attesa di poter comprare il nuovo numero di Creepshow, la sua rivista preferita che pubblica storie dell'orrore a fumetti; quando la riceve legge le tre storie contenute. Durante il ritorno a casa viene aggredito da quattro bulli, però riesce a scappare e li attrae dentro un parco abbandonato, dove di nascosto aveva piantato dei semi di una sconosciuta pianta mangiauomini, che divora i bulli uno ad uno.

### Episodio 1: Vecchio capo Testa di Legno
Davanti ad un piccolo emporio in un paese di provincia si erge una statua di legno di un capo indiano (tradizionale insegna delle vecchie rivendite di tabacco), l'emporio è gestito da una coppia di anziani (i coniugi Spruce) che un giorno vengono assassinati da un gruppo di ragazzi che avevano intenzione di rubare alcuni oggetti di valore all'interno del negozio. La statua del capo indiano acquista vita e capacità di movimento e rimette le cose a posto uccidendo i delinquenti e recuperando i gioielli preziosi; la mattina dopo la statua ritorna esattamente al suo posto con in mano gli scalpi dei ragazzi, mentre i gioielli vengono ritrovati dal capo indiano locale.

### Episodio 2: La zattera
Due coppie di innamorati si recano per una gita romantica, fuori stagione, sulle rive di un lago, attirati dall'idea di passare qualche ora in solitudine sulla piattaforma galleggiante situata in mezzo allo specchio d'acqua. Nonostante il clima sia particolarmente rigido e le acque del lago siano molto fredde, i ragazzi decidono comunque di immergersi per raggiungerla. Una volta arrivati, si accorgono che nel lago è presente un mostruoso agglomerato di materia viscida che ben presto si rivela un essere vivente carnivoro e affamato; i ragazzi verranno divorati uno alla volta senza nessuna possibilità di scampo.

### Episodio 3: L'autostoppista
Una donna sposata vive diverse avventure extra-coniugali con diversi uomini, di ritorno da una di queste investe per errore un autostoppista uccidendolo. La donna è talmente spaventata e preoccupata del fatto che il ricco marito possa scoprirla che decide di tirare dritto senza soccorrere l'autostoppista. È l'inizio di una serie di deliri della donna che continuano a rivedere il morto in ogni luogo in cui si dirige e che la condurranno inevitabilmente alla morte.